# Advanced Dungeons & Dragons: Treasure of Tarmin
Advanced Dungeons & Dragons: Treasure of Tarmin, entwickelt von APh Technological Consulting und veröffentlicht von Mattel Electronics, ist ein Computer-Rollenspiel aus dem Jahr 1983 für die Spielkonsole Intellivision und den Heimcomputer Mattel Aquarius. Es ist ein Lizenzprodukt zum Rollenspiel-Regelwerk Dungeons & Dragons.

## Spielprinzip
In Treasure of Tarmin (deutsch: Der Schatz von Tarmin) durchwandert der Spieler einen in mehrere Ebenen unterteilten Dungeon, bestehend aus Labyrinthen à 11×11 Felder plus des umgebenden Korridors. Ziel des Spiels ist es, den Minotaurus zu erschlagen, der den namensgebenden Schatz von Tarmin bewacht, und den Schatz anschließend an sich zu nehmen.
Das Spielprinzip ist weitgehend kampfbasiert. Während die Kämpfe rundenbasiert waren, unterscheidet sich Treasure of Tarmin von den meisten zeitgenössischen Spielen durch die Verwendung der Ego-Perspektive, die damit einen dreidimensionalen Eindruck vermittelt. Ein Kompass in der linken unteren Bildschirmecke unterstützt den Spieler bei der Navigation. Eine Leiter im Dungeon symbolisiert eine Passage in eine tiefergelegene Ebene.
Der Spieler beginnt mit dem einfachsten Bogen, einem kleinen Vorrat an Nahrung, einer vom gewählten Schwierigkeitsgrad abhängigen Anzahl an Pfeilen sowie geringer „Spiritual“ und „War Strength“ (etwa: spirituelle und Kampfstärke). Sie symbolisieren zwei unterschiedliche Angriffstypen, reguläre und magische Attacken, mit denen Gegner attackiert werden können. Über das gesamte Labyrinth finden sich zufällig verteilt neue Waffen, Rüstungen, magische Gegenstände und Schätze. Diese Schätze, mit Ausnahme des im Besitz des Minotaurus befindlichen, namensgebenden Schatzes von Tarmin, erhöhen entweder den auf dem Bildschirm sichtbaren Punktestand des Spielers, enthalten Tränke (blau, pink oder violett, in unterschiedlichen Größen) oder versteckte Bomben, die den Wert der War/Spiritual Strength des Spielers senken. Eine Bombe kann zum Ableben der führen, in Abhängigkeit von der Stärke des Spielers zum Zeitpunkt des Auslösens. Insgesamt kann der Spieler zwei Gegenstände ausrüsten und sechs weitere Objekte im Inventar mit sich führen.
Trifft der Spieler auf einen Gegner, beginnt ein rundenbasierter Kampf, der entweder mit dem Tod des Monsters, der Spielerfigur oder einem vom Spieler ausgelösten Rückzug endet. Der Spieler kann nur Kreaturen angreifen, die unmittelbar vor ihm stehen. Dabei verursacht er Schaden entsprechend seiner War und Spiritual Strength. Sinkt die eigene War oder Spiritual Strength auf Null, stirbt die Spielerfigur und wird ohne Ausrüstung an einer zufälligen Stelle des Labyrinths wiedererweckt. Gewinnt der Spieler einen Kampf, kann er im Anschluss rasten und mit Hilfe der zuvor im Labyrinth gefundenen Nahrungspakete War und Spiritual Strength regenerieren.
Über den Spielverlauf verteilt gibt es zehn reguläre Monstertypen. Alle diese Gegner existieren in drei Farbvarianten, die unterschiedliche Herausforderungsgrade symbolisieren. Es handelt sich um eines der ersten Spiele, das eine Farbcodierung zur Symbolisierung unterschiedlicher Monsterstärken verwendet. Gegner verursachen üblicherweise entweder Schaden auf Spiritual oder War Strength. Nur wenige können zwischen den Schadensarten wechseln. Im Einzelnen trifft der Spieler auf:
| - Skelette - Riesen - Riesenameisen | - Zwerge - Riesenskorpione - Riesenschlangen | - Alligatoren - Drachen - Ghule | - Geister |

Üblicherweise auf der letzten Ebene finden sich zudem drei sogenannte Türmonster in den Farben Blau, Pink und Violett, die jeweils ein Zauberbuch bewachen. Ebenfalls auf der untersten Ebene befindet sich zudem der Minotaurus, der Endgegner des Spiels. Der Minotaurus verursacht Schaden sowohl auf Spiritual als auch War Health. Besiegt der Spieler den Minotaurus, lässt dieser den Schatz von Tarmin fallen. Mit der Aufnahme des Schatzes ist das Spiel beendet. Die Spieler kann den Schatz jedoch auch liegen lassen und weiterspielen. In diesem Fall können weitere Minotauren als Gegner auftauchen. Insgesamt existieren 52 unterschiedliche Gegnertypen.

## Entwicklungsgeschichte
Die Entwicklung von Treasure of Tarmin begann 1981, programmiert wurde das Spiel von Tom Loughry. 1983 wurde es schließlich von Mattel in den USA veröffentlicht. Es war nach Advanced Dungeons & Dragons: Cloudy Mountain das zweite AD&D-Spiel für die hauseigene Spielkonsole Intellivision. Im selben Jahr kam das Spiel gemeinsam mit seinem Vorgänger Cloudy Mountain auch in Deutschland auf den Markt, zur selben Zeit wie die deutsche Übersetzung des Pen&Paper-Regelwerks.
1983 gab Mattel Electronics eine Portierung des Titels für den Atari 2600 in Auftrag. Die Portierung wurde von der Synth Corporation in Chicago übernommen, wo die beiden Softwareentwickler Michael Bengtson und Neal Reynolds das Spielprinzip der Intellivision-Version detailgetreu auf die Konkurrenzkonsole übertrugen. Obwohl die Portierung abgeschlossen war, kam es jedoch zu keiner Veröffentlichung, Mattel Electronics wurde geschlossen.

## Rezeption
In der deutschen Computerspielzeitschrift TeleMatch erhielt Treasure of Tarmin von Tester Helge Andersen die Schulnote 1:

„Treasure of Tarmin ist ein auch taktisch zu nennendes Superspiel, das über simples Ballern weit, weit hinausgeht. Wer Phantasie im Spiel nicht mag – der sollte von diesem Spiel Abstand halten. Allen anderen aber sei gesagt, daß eine schlichte Empfehlung eine zurückhaltende Formulierung wäre. Ein Spiel der Superlative!“